# 두눈강도래
두눈강도래는 강도래과(Perlidae)의 곤충이다. 산기슭의 맑은 개천가에서 서식한다.

## 특징
활동시기는 6-7월이며, 몸길이는 10-13mm이며 몸은 노란색인데 앞가슴과 가운데 가슴의 가운데에 폭이 넓은 암갈색 띠무늬가 있고 날개는 노란색으로 반투명한데 맥은 갈색이다. 홑눈은 2개이며 서로 가까이 있다.

## 습성
어린벌레는 자갈이 많은 산의 계곡에 살며, 2년 동안 자란다.

## 분포
한국의 중부와 남부 지방에 분포한다.